# Jastrzębia (gmina)
Jastrzębia (do 1954 gmina Kozłów) – gmina wiejska w województwie mazowieckim, w powiecie radomskim. W latach 1975–1998 gmina położona była w województwie radomskim.
Siedziba gminy to Jastrzębia. W latach 70. siedziba znajdowała się w Lesiowie.
Według danych z 30 czerwca 2004 gminę zamieszkiwało 6347 osób. Natomiast według danych z 31 grudnia 2019 roku gminę zamieszkiwało 6996 osób.

## Struktura powierzchni
Według danych z roku 2002 gmina Jastrzębia ma obszar ok. 89,51 km², w tym:
- użytki rolne: 79%
- użytki leśne: 14%

Gmina stanowi 5,85% powierzchni powiatu.

## Demografia
Dane z 30 czerwca 2004:
| Opis                              | Ogółem | Ogółem | Kobiety | Kobiety | Mężczyźni | Mężczyźni |
| --------------------------------- | ------ | ------ | ------- | ------- | --------- | --------- |
| jednostka                         | osób   | %      | osób    | %       | osób      | %         |
| populacja                         | 6347   | 100    | 3137    | 49,4    | 3210      | 50,6      |
| gęstość zaludnienia (mieszk./km²) | 70,9   | 70,9   | 35      | 35      | 35,9      | 35,9      |

Według danych z roku 2002 średni dochód na mieszkańca wynosił 1248,91 zł.

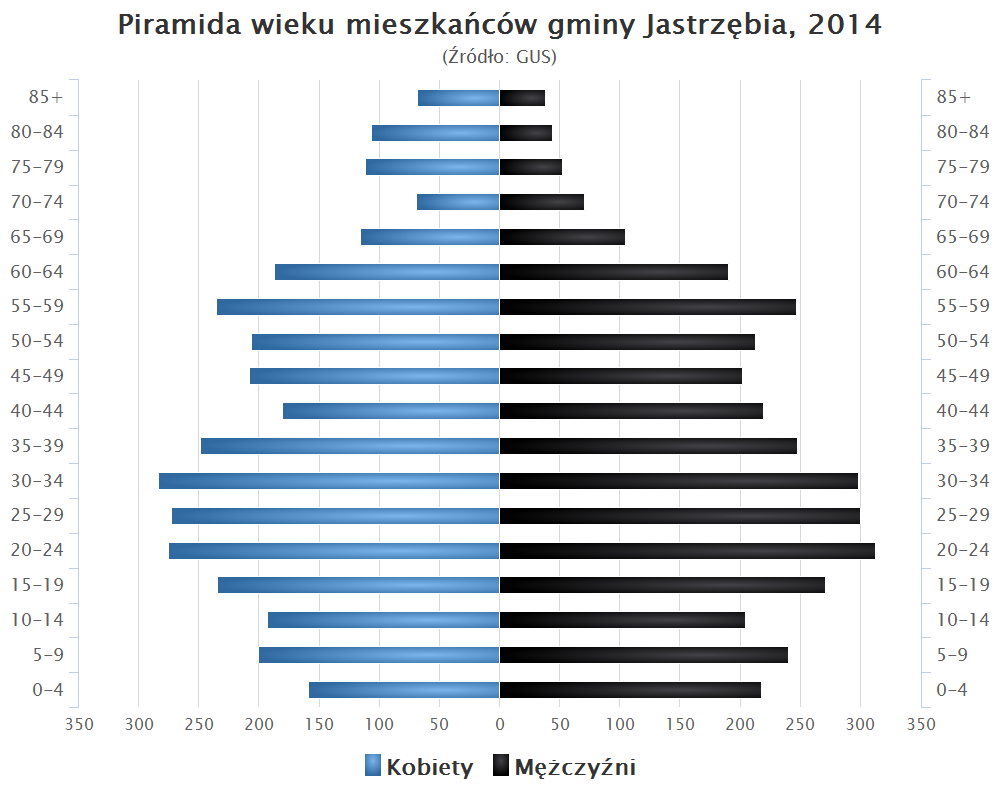
Piramida wieku mieszkańców gminy Jastrzębia w 2014 roku

## Sołectwa
Bartodzieje, Brody, Dąbrowa Jastrzębska, Dąbrowa Kozłowska, Goryń, Jastrzębia, Kolonia Lesiów, Kozłów, Lesiów, Lewaszówka, Mąkosy Nowe, Mąkosy Stare, Olszowa, Owadów, Wojciechów, Wola Goryńska, Wola Owadowska, Wolska Dąbrowa, Wólka Lesiowska

## Sąsiednie gminy
Głowaczów, Jedlińsk, Jedlnia-Letnisko, Pionki, Radom